# Impasse des Arbalétriers
Impasse des Arbalétriers je slepá ulice v Paříži v historické čtvrti Marais. Nachází se ve 3. obvodu.

## Poloha
Vstup do ulice je u domu č. 38 na Rue des Francs-Bourgeois. Ulička končí na nádvoří, které je spojeno s Rue Vieille-du-Temple.

## Historie
Ve středověku se jednalo o cestu, která vedla k bývalému paláci Barbette, a dále na pole za městskými hradbami, které sloužilo k výcviku střelců z kuše (arbalétriers), po kterých nese ulice své jméno.
Na počátku 17. století byly po stranách cesty vybudovány dva paláce, které ulici sevřely. Z nich se dochovaly dva corps de logis z období kolem roku 1620.
V těchto místech nechal dne 23. listopadu 1407 Jan Nebojácný zavraždit nájemnými vrahy svého bratrance Ludvíka z Valois, bratra Karla VI., když šel do paláce Barbette navštívit královnu Isabelu Bavorskou. Tento zločin vyprovokoval dlouholetou občanskou válku mezi Armagnaky a Burgunďany.